# FMコミュニティ川口
FMコミュニティ川口株式会社は、埼玉県川口市を放送対象地域として超短波放送（FM放送）を営む特定地上基幹放送事業者である。
FM Kawaguchiの愛称でコミュニティ放送を行っている。

## 概要
2015年（平成27年）開局。味噌をはじめとした小売・卸業を営む株式会社田中德兵衞商店が中心となるセントラルグループの七代目田中德兵衞が代表取締役を務める。同グループのセブンフィールズ、セントラル自動車技研、ジャガー東京の三社がマスメディア集中排除原則にいう支配関係にある。
本社・演奏所（スタジオ）・送信所は川口市末広のグループ本社ビルにある。特定地上基幹放送局の呼出符号はJOZZ3CD-FM、呼出名称はかわぐちエフエム、周波数85.6MHz、空中線電力20Wで送信している。放送区域は川口市内を対象としている。インターネット配信はSimulRadioによる。
放送時間は6:00 - 翌0:00の1日18時間。音楽番組も含め、全て自社制作番組で構成される。
川口市とは「災害時緊急放送に関する協定」を締結している。また2022年12月6日には東日本電信電話埼玉南支店との間で「災害時等における通信途絶状況等の地域住民への情報発信に関する協定」を締結した。

## 沿革
- 2014年（平成26年）12月11日 - FMコミュニティ川口株式会社設立[8]。
- 2015年（平成27年）
  - 6月1日 - 特定地上基幹放送局の予備免許取得[7]。
  - 8月31日 - 特定地上基幹放送局の免許取得[9]。
  - 9月1日 - 開局[9]。SimulRadioによるインターネット配信も開始。
- 2016年（平成28年）
  - 3月30日 -「犯罪情報等の住民提供に関する協定」を埼玉県警察と締結。
  - 6月29日 - 川口市と災害時緊急放送に関する協定締結[10]。
- 2022年（令和4年）12月6日 - 東日本電信電話埼玉南支店と「災害時等における通信途絶状況等の地域住民への情報発信に関する協定」を締結。

## 主な番組
2024年10月現在
| 番組名                            | 放送時間帯                                  | 担当DJ |
| --------------------------------- | ------------------------------------------- | --- |
| Class Up Kawaguchi                | 月 - 火 9:00 - 10:00                        | 中本真理・金谷美奈子                                                                                          |
| 『ママ夢ラジオ埼玉』              | 第4火 11:30 - 12:00                         | |
| 『サウンドカフェ』                | 月 - 金 12:00 - 13:50 月 - 金 15:10 - 16:00 | 月曜：中本真理 火曜（1週）七海有希 火曜（2 - 5週）渥美佳代子 水曜：神田あおい 木曜：吉田和美 金曜：金谷美奈子 |
| 『ちょいワルマンデー』            | 第2・4月 19:00 - 20:00                      | |
| 『サウンドクリエーション 音の駅』 | 水 19:00 - 20:00                            | |
| 『イキバダ!』                     | 第1木 16:00 - 16:40                         | 誉＆ヒデ |
| 『ドンドコれでぃお』              | 第4木 19:00 - 20:00                         | |
| 『メタリックフライデー』          | 第1金 19:00 - 20:00                         | |
| 『サウンドカフェ ウィークエンド』 | 土 10:00 - 13:00                            | 土曜：高橋すみれ                                                                                              |

## ロゴデザイン
FM Kawaguchiのロゴデザイン（女性キャラクター）は、版画家・蟹江杏によって制作された。
デザインコンセプトは、「川やみどり豊かな川口市をイメージしたブルーグリーン」「自然やボタニカルをコンセプトにした放送局」「家庭的で人のあたたかさを大切にする」。また、女性キャラクターの髪飾りには、川口市の木であるサザンカの花を採用している。